# Win the Race
Win The Race (Gana la carrera) es el primer sencillo del décimo álbum de Modern Talking, America. Dieter Bohlen compuso este tema y fue presentado para la Fórmula 1 en Alemania.

## Sencillo
CD-Maxi Hansa 74321 84311 2 (BMG) / EAN 0743218431128	26.02.2001
1. 	Win The Race (Radio Edit)		3:35
2. 	Win The Race (Versión instrumental)		3:39
3. 	Win The Race (Scooter Remix)		4:43
4. 	Cinderella Girl		3:34
5. 	Cinderella Girl (Versión instrumental)		3:34

### Charts
| Chart (2001)    | Peak position |
| --------------- | ------------- |
| Alemania        | 5             |
| Argentina       | 16            |
| Austria         | 14            |
| Estonia         | 9             |
| Hungría         | 4             |
| Lituania        | 20            |
| Moldavia        | 15            |
| Polonia         | 13            |
| República Checa | 28            |
| Rumania         | 1             |
| Suecia          | 36            |
| Suiza           | 31            |

- Datos: Q34206